# Amor, amor, amor (canción)
Amor, amor, amor es una canción escrita e interpretada por la cantante mexicana Paty Cantú, el cual fue lanzada para su cuarto álbum de estudio 333. Fue publicada en febrero del 2016 como el segundo sencillo oficial del álbum y de ahí posteriormente fue lanzado a plataformas digitales.
El vídeo musical se subió en su cuenta de VEVO de YouTube  el día anterior a su lanzamiento oficial, actualmente tiene más de 30 millones de vistas.

## Lista de canciones

### Descarga digital
- Amor, amor, amor - 3:46[5]

## Posicionamiento en listas
| Lista                           | Mejor posición |
| ------------------------------- | -------------- |
| México (Mexico Airplay)         | 12             |
| México (México Espanol Airplay) | 3              |

### Anuales
| País   | Certificador   | Lista         | Mejor posición |
| 2016   | 2016           | 2016          | 2016           |
| ------ | -------------- | ------------- | -------------- |
| México | Monitor Latino | Top pop anual | 9              |

## Historial de lanzamiento
| Región | Fecha                 | Formato                     | Discográfica     | Ref.  |
| ------ | --------------------- | --------------------------- | ---------------- | ----- |
| México | 19 de febrero de 2016 | Descarga digital, Streaming | EMI Music Latino | [ 9 ] |